# Specialna republikanska garda
Specialna republikanska garda (tudi Zlata divizija; slovenska kratica SRG) je bila specialna, elitna in gardna paravojška formacije, ki je bila neodvisni del Republikanske garde (IRG) in s tem del iraških oboroženih sil v času vladavine Sadama Huseina.
SRG je bila ustanovljena v začetku 1992 (drugi viri pravijo v marcu 1995) in bila uničena med operacijo Iraško svobodo leta 2003; v času režima je bila zadolžena za Huseinovo osebno varnost (tako je prevzela  nalogo IRG, ko se je razširila v bojno formacijo) in za preprečitev oz. zatrtje kakršnegakoli državnega udara.
SRG dostikrat zamenjujejo z elitnimi enotami IRG, a to je bila posebna organizacija z različnimi funkcijami in zmnožnostmi.

## Zgodovina
SRG je bila edina vojaška enota, ki je bila lahko nastanjena v centru Bagdada. 
Pripadniki SRG so bili rekrutirani iz Sadamovega al-Bu Nasir plemena in drugih sosednjih prijateljskih plemen iz mest Tikrit, Baiji, al-Sharqat ter drugih manjših mest južno in zahodno od Mosula ter iz okolice Bagdada. Tako si je Sadam zagotovil zvestobo svojih najbližjih vojaških enot. Pripadniki so imeli višje plače ter zagotovljeno prednost pri dodelitvi hrane ter predpisanih zdravil.
SRG je predstavljala most med redno kopensko vojsko in varnostnimi silami. Primarna naloga SRG je bila, da sodeluje z Specialno varnostjo; obe organizacija sta bila delali pod poveljstvom Organizacije za specialno varnost.
SRG je bila odgovorna za varnost prestolnice, Sadamovih družinskih palač in drugih pomembnih objektov. Predstavljal je tudi jedro spora med Irakom in UNSCOMom, ki si je prizadeval za inšpekcijo objektov SRG, kjer naj bi skrivali orožja za množično uničevanje.
Sprva je SRG imela 15.000 pripadnikov v 13 bataljonih, nakar je šteivlo naraslo na 26.000 pripadnikov v 13 bataljonih. 2002 je imela 14 bataljonov z 15.000 pripadnikov v štirih brigadah.
Decembra 1998 je SRG med operacijo Puščavska lisica izgubila okoli 600 vojakov, ki so bili ubiti med bombandiranjem.

## Poveljstvo
Enota je bila pod neposrednim nadzorom Qasaja Huseina in poveljstvom majorja Magtoofa. Avgusta 1997 je postal nov poveljnik generalmajor Kamal Mustafa Al Tikriti.

## Struktura
- 1. brigada
- 2. brigada
- 3. brigada
- 4. brigada
- poveljstvo zračne obrambe
- poveljstvo poljske artilerije

- 1. baterija
- 2. baterija

- minometno poveljstvo
- komunikacijsko poveljstvo

- več vodov

- kemični vod
- transportni vod
- oskrbovalno in transportno poveljstvo
- popravljalna in vlečna delavnica
- vod vojaške policije
- računovodska pisarna

- računovodski oddelek
- oddelek za preverjanje in potrditev
- izdajalni oddelek

- oskrba s strelivom
- kontrola kakovosti
- neodvisne enote:

- tankovski vod
- vojaškoobveščevalni vod

- oddelek »Abu Nawwas«,
- patruljni oddelek,
- prometni oddelek in
- policijski oddelek

- Radijskooddajni obrambni vod (v moči bataljona)

- Elitni mobilni vod
- Specialni oddelek (v moči voda)